# Iouli Daniel
Pour les articles homonymes, voir Daniel.
Iouli Markovitch Daniel (en russe : Юлий Маркович Даниэль) est un écrivain, poète, traducteur et dissident soviétique, né le 15 novembre 1925 à Moscou et mort le 30 décembre 1988 à Moscou.

## Biographie
Iouli Daniel est le fils de l'écrivain et dramaturge juif de langue yiddish Marc Daniel (1900-1940). En 1942 et alors qu’il n’a que 17 ans, Iouli Daniel ment sur son âge pour pouvoir se porter volontaire et rejoindre le front ; il combat avec le deuxième front ukrainien et le troisième front biélorusse contre les Nazis ; il sera plusieurs fois décoré. En 1944, Daniel est sévèrement blessé aux jambes, ce qui entraîne sa démobilisation. De retour à la vie civile, il fait ses études à la faculté philologique de l'université pédagogique de l'oblast de Moscou, puis devient enseignant dans l'oblast de Kalouga.
À partir de 1957, il s'illustre comme traducteur de poésies et écrivain. Ses œuvres littéraires sont publiées sous le nom de plume de Nikolaï Arjak (Николай Аржак). Ces publications lui forgent une réputation de dissident. On vient l'arrêter en 1965 et la sentence de cinq ans de prison pour activité anti-soviétique est prononcée contre lui l'année suivante. Il fut un prisonnier politique du Goulag. 
Après sa libération en 1970, il s'installe à Kalouga et vit de traductions, qu'il effectue sous le nom de Iouri Petrov (Юрий Петров), il traduit notamment du français en russe Albert Camus, André Gide et Jean-Paul Sartre, de l'ukrainien les poèmes du poète ukrainien Ivan Svitlytchny, de l'anglais des œuvres de William Faulkner, Ernest Hemingway et John Steinbeck. 
Il passe ses dernières années à Moscou, où il meurt le 30 décembre 1988. Il est enterré au cimetière Vagankovo.

## Décorations
- Ordre de la Guerre patriotique
- Médaille du Courage
- Médaille pour la victoire sur l'Allemagne